# Wolfgang vom Schemm
Wolfgang vom Schemm (* 28. September 1920 in Elberfeld; † 2003) war ein deutscher Zeichner und Grafiker.

## Leben
Nach dem Besuch der Werkkunstschule in Wuppertal-Barmen widmete sich Wolfgang vom Schemm der Illustration und Grafik. Er wurde 1939 mit dem Deutschen Kunstpreis für Karikatur und Buchmalerei ausgezeichnet. 
Vom Schemm lebte nach 1945 in Stendal. Sein Bekanntheitsgrad wuchs mit der Schaffung von Holzschnitten und zunehmend abstrakteren Graphiken. Er illustrierte Drucklegungen der Dreigroschenoper sowie unter anderem Ausgaben der literarischen Werke Lederstrumpf und Don Quichotte. Daneben entwickelte er seine eigenen sogenannten „Onkel-Fritz-Geschichten“.
Er war 1946 mit vier Werken, u. a. mit dem Ölgemälde Kreuzabnahme in der Ausstellung bildender Künstler des Bezirks Magdeburg in Magdeburg und auf der Kunstausstellung der Provinz Sachsen in Halle/Saale mit drei Zeichnungen sowie 1948 auf der Großen Kunstausstellung Sachsen-Anhalt in Halle mit acht Aquarellen vertreten.
Vom Schemm wirkte auch als Illustrator Wuppertaler Originale und Alltagsgegebenheiten und erreichte internationale Anerkennung. Neben lokalen Ausstellungen wurden seine Werke auch im Ausland ausgestellt, so zum Beispiel 1969 in der Woodstock Gallery in London. Sein Schaffen wurden mit dem von der Heydt-Kulturpreis und dem Preis der Villa Romana geehrt. Wolfgang vom Schemm war Mitglied im Deutschen Künstlerbund.

## Auszeichnungen
- 1939: Deutscher Kunstpreis für Karikatur und Buchmalerei
- 1959: von der Heydt-Kulturpreis der Stadt Wuppertal
- 1961: Preis der Villa Romana